# Будівля уряду Ліхтенштейну
Будівля уряду князівства Ліхтенштейн — місце засідання уряду князівства. Збудована в 1903—1905 роках, до 2008 року слугувала місцем засідання парламенту князівства, аж поки була збудована будівля Ландтагу.
Будівля уряду розташована в центрі Вадуцу на площі Петера-Кайзера. На південь від будівлі знаходяться будинок Райнбергу, загс князівства та кафедральний собор Вадуца. На північ від будівлі — будівля Ландтагу.

## Опис

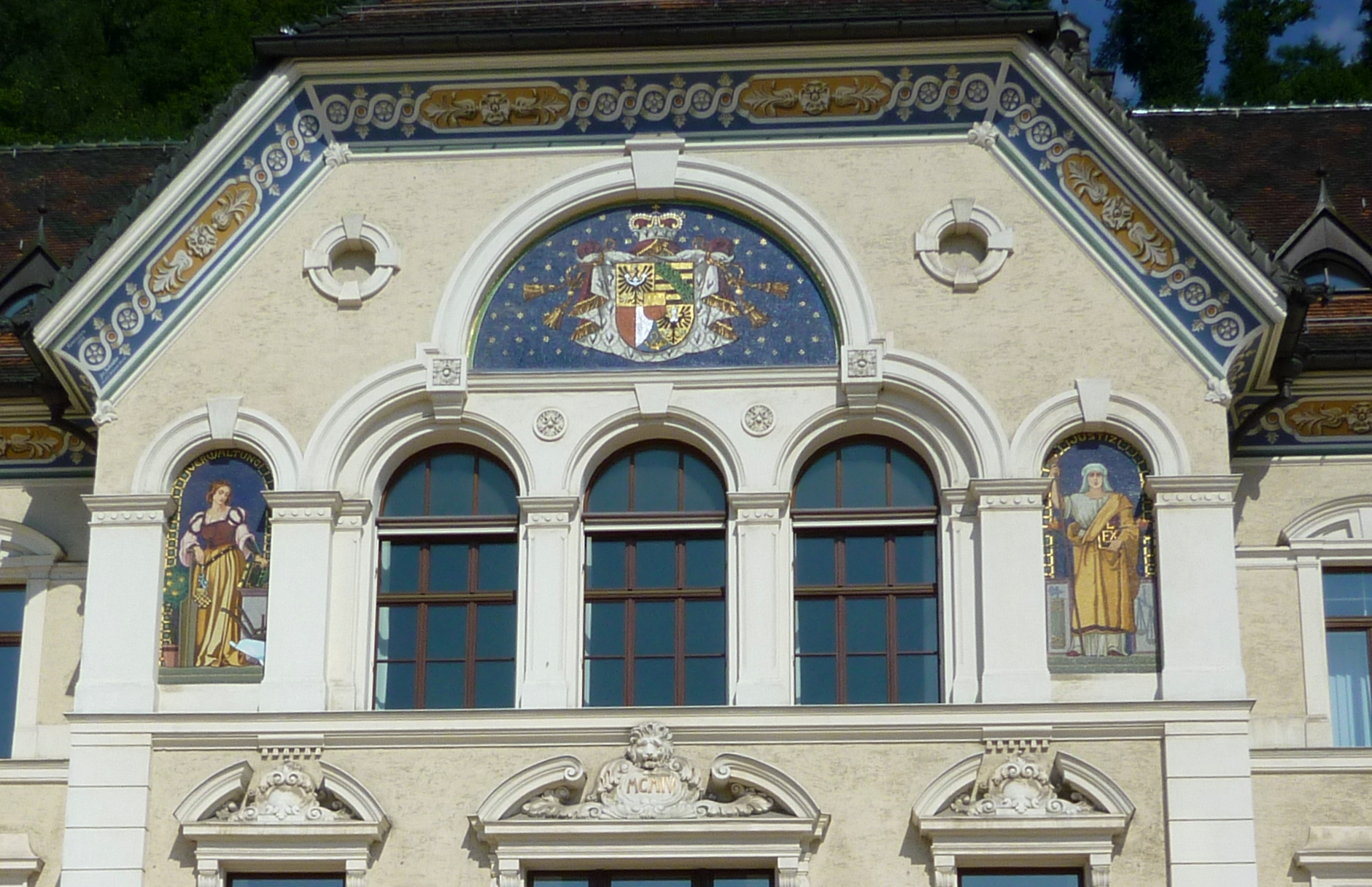
Мозаїки будівлі уряду

Будинок побудований у стилі пізнього Ренесансу та має три поверхи. Південна, західна та східні фасади будівлі пишно прикрашені різноманітними орнаментами, а фасад зі сторони гори та замка — майже не декоровані.
Три мозаїки прикрашають лицевий фасад будівлі. По центру над трьома вікнами з арками знаходиться герб Ліхтенштейну на фоні синього зоряного неба. Ліворуч біля круглого вікна зображена фігура жінки Управління з рульовим веслом, а праворуч — Юстиція з книгою законів та посохом. Три скляні мозаїки були створені в 1911—1912 роках у Інсбруці за 1000 крон.
Під дахом знаходиться галтель. Орнаменти та розписана квітами галтель була створена за бажанням фюрстів. Основний дах є вальмовим, а над ризалітами — пірамідальний. Дахи покриті червоною та зелено-оливковою черепицами, що створюють зубчатий шаблон.